# Villa Saluzzo Bombrini
Villa Saluzzo Bombrini, detta il Paradiso è una storica dimora nobiliare nel quartiere genovese di Albaro, alla confluenza delle vie Albaro e Francesco Pozzo.
Edificata per i marchesi Saluzzo da Andrea Ceresola, detto il Vannone, è un tipico esempio di architettura tardo manierista.
Nei pressi sono presenti altre due ville appartenute alla famiglia Saluzzo, la villa Saluzzo Mongiardino, dove dimorò per alcuni mesi tra il 1822 e il 1823 il poeta George Byron, e la villa Saluzzo Carrega Parodi, sede dal 1967 al 1993 della Società Ligure di Storia Patria, entrambe di più recente costruzione ma egualmente imponenti.

## Storia
Costruita dal Vannone nell'ultimo decennio del XVI secolo su committenza di Giacomo Saluzzo come residenza di villeggiatura della famiglia, nel 1837 la villa, al cui acquisto era interessato anche il celebre violinista Niccolò Paganini, divenne proprietà del marchese Henri de Podenas; nel 1886 fu venduta dagli eredi del nobile francese alla famiglia Bombrini, nelle cui mani è rimasta fino agli anni duemila quando è stata acquisita (2005) da una società immobiliare che intendeva farne un albergo di lusso; venuta meno questa ipotesi per il diniego opposto dalla Sovrintendenza per i Beni architettonici della  Liguria, poiché questa soluzione avrebbe comportato uno stravolgimento dell'edificio originario, la villa è stata acquistata nel 2007 da privati per destinarla ad abitazioni e uffici.
In tempi recenti fu suddivisa in tre appartamenti, uno dei quali, con annesso un seminterrato, fu abitato dal 1959 al 1995 dalla famiglia del cantautore Fabrizio De André  che qui compose i suoi primi lavori.
Attualmente la villa, essendo di proprietà privata, non è visitabile; eccezionalmente è stata aperta al pubblico in occasione della XV edizione delle Giornate FAI di Primavera del 2007 organizzate il 24 e 25 marzo 2007 dal Fondo per l'Ambiente Italiano, sotto la cui egida l'edificio è posto.

## Descrizione
Villa Saluzzo Bombrini, posta più in alto rispetto alle altre ville di Albaro, è circondata da un ampio parco con retrostante bosco ricco particolarmente di pini marittimi mentre di fronte al prospetto principale, in posizione leggermente digradante, si trova un elegante giardino all'italiana ornato da una fontana con grandi rane in bronzo.

### Esterno
Il Vannone volle distaccarsi dallo stile alessiano in voga in quel tempo a Genova, caratterizzato da una struttura cubica, tripartita da lesene, e con tetto piramidale: l'architetto lombardo realizzò invece un corpo architettonico di impianto rettangolare, privilegiando la forma allungata rispetto all'altezza, con una doppia loggia angolare aperta sul paesaggio circostante (quella di ponente, unico caso nelle ville genovesi, si estende per l'intera profondità dell'edificio, offrendo un'ampia vista sulla città).

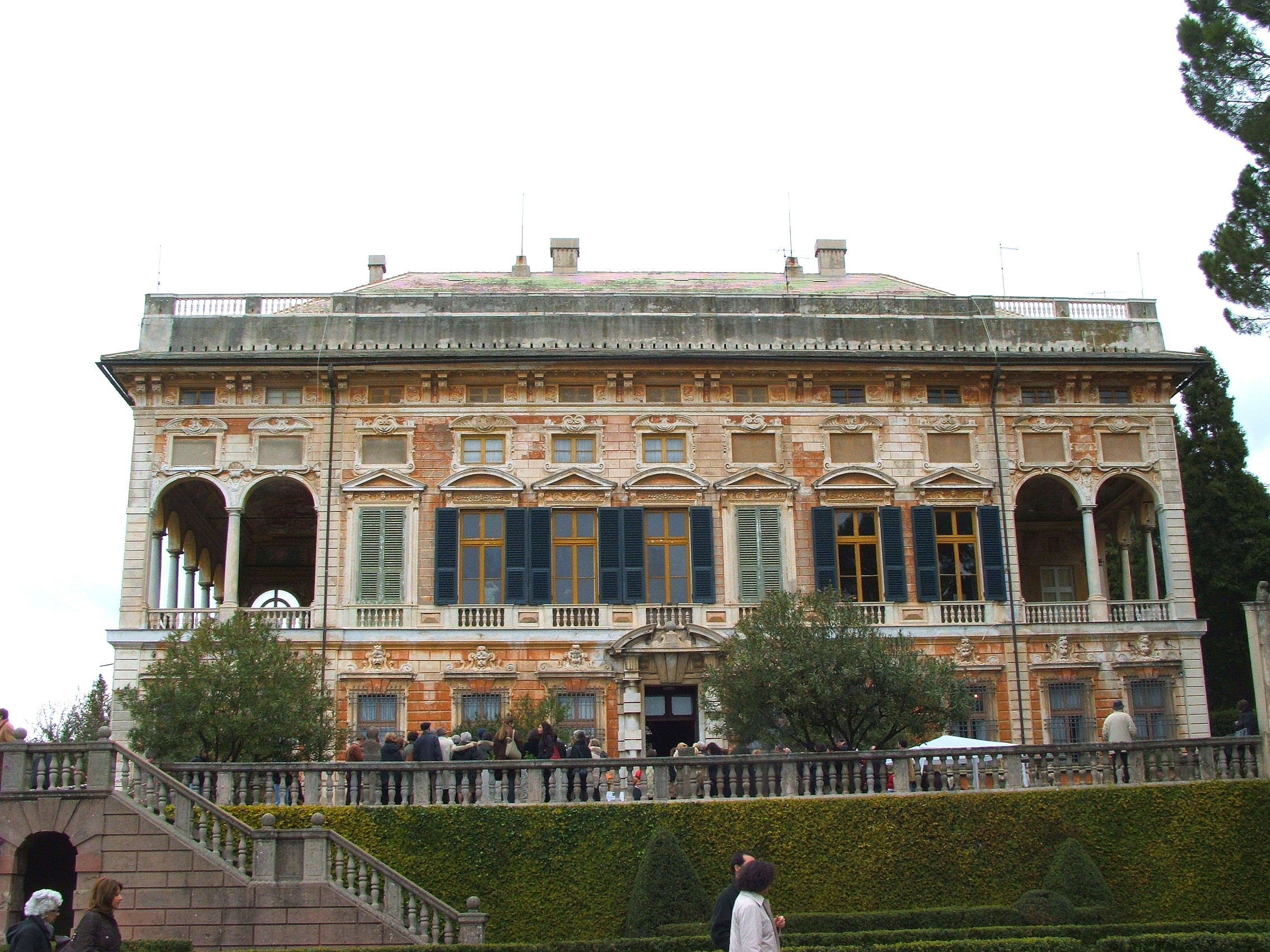
Prospetto principale
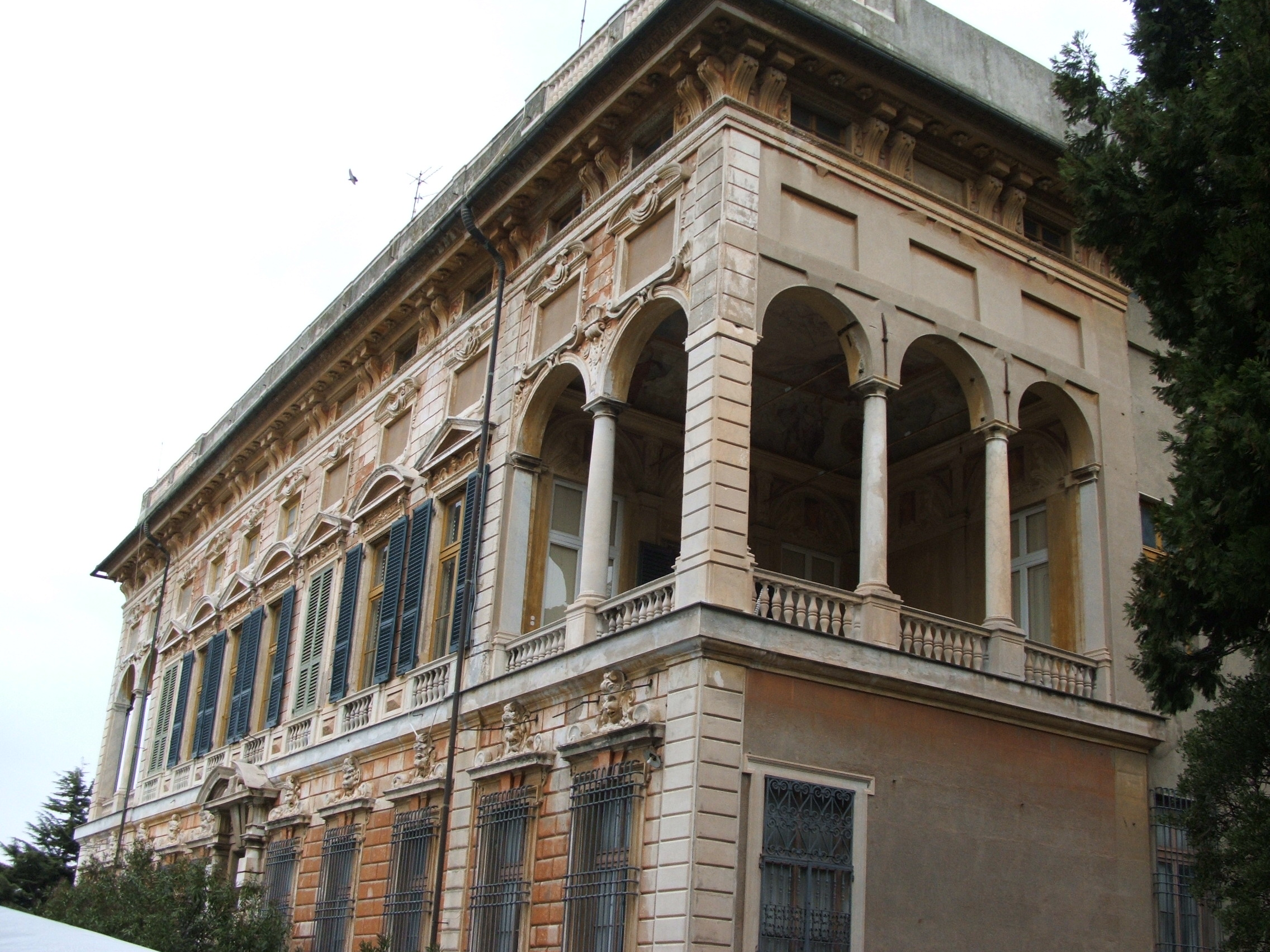
La loggia di levante
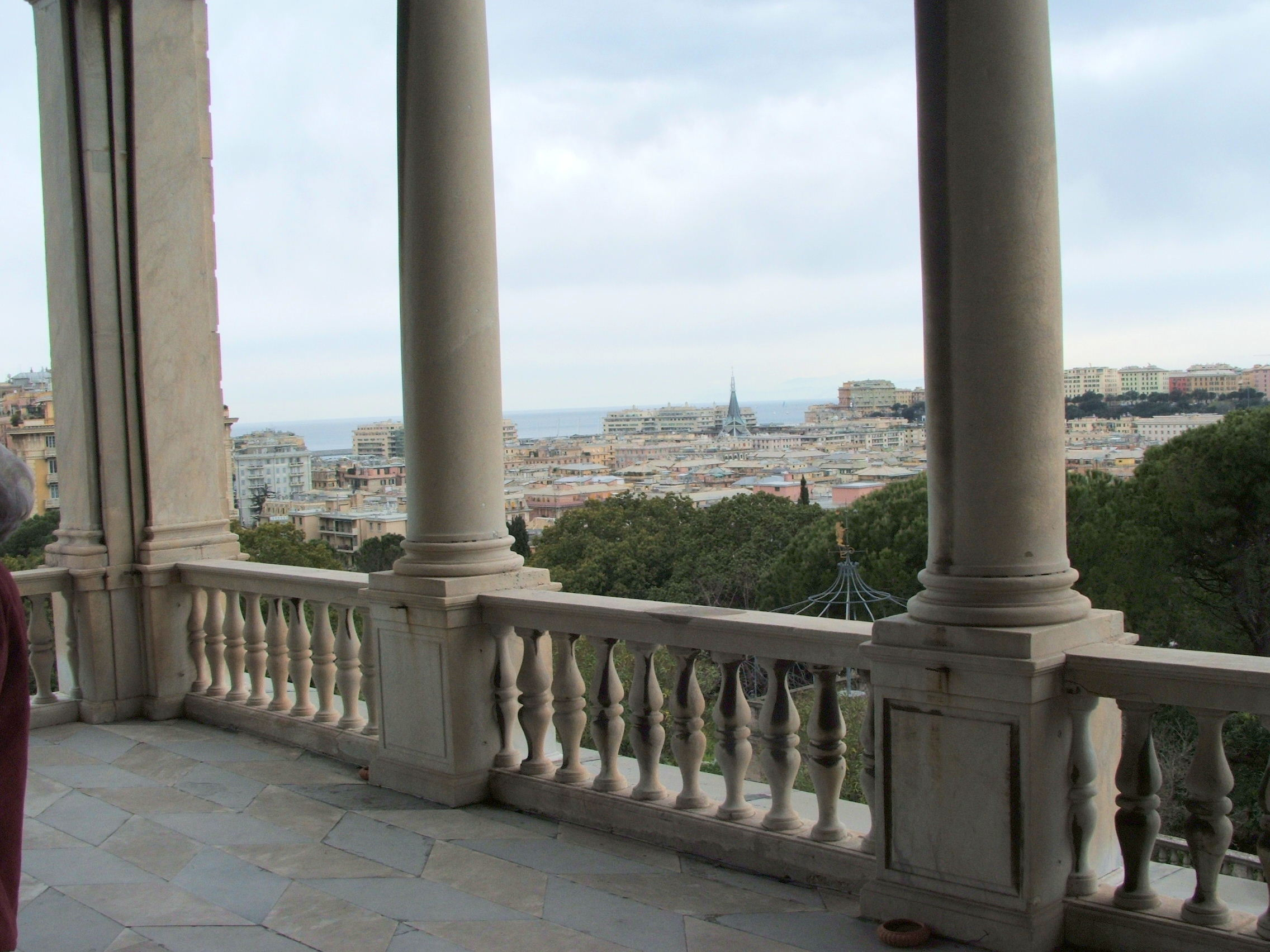
Loggia di ponente
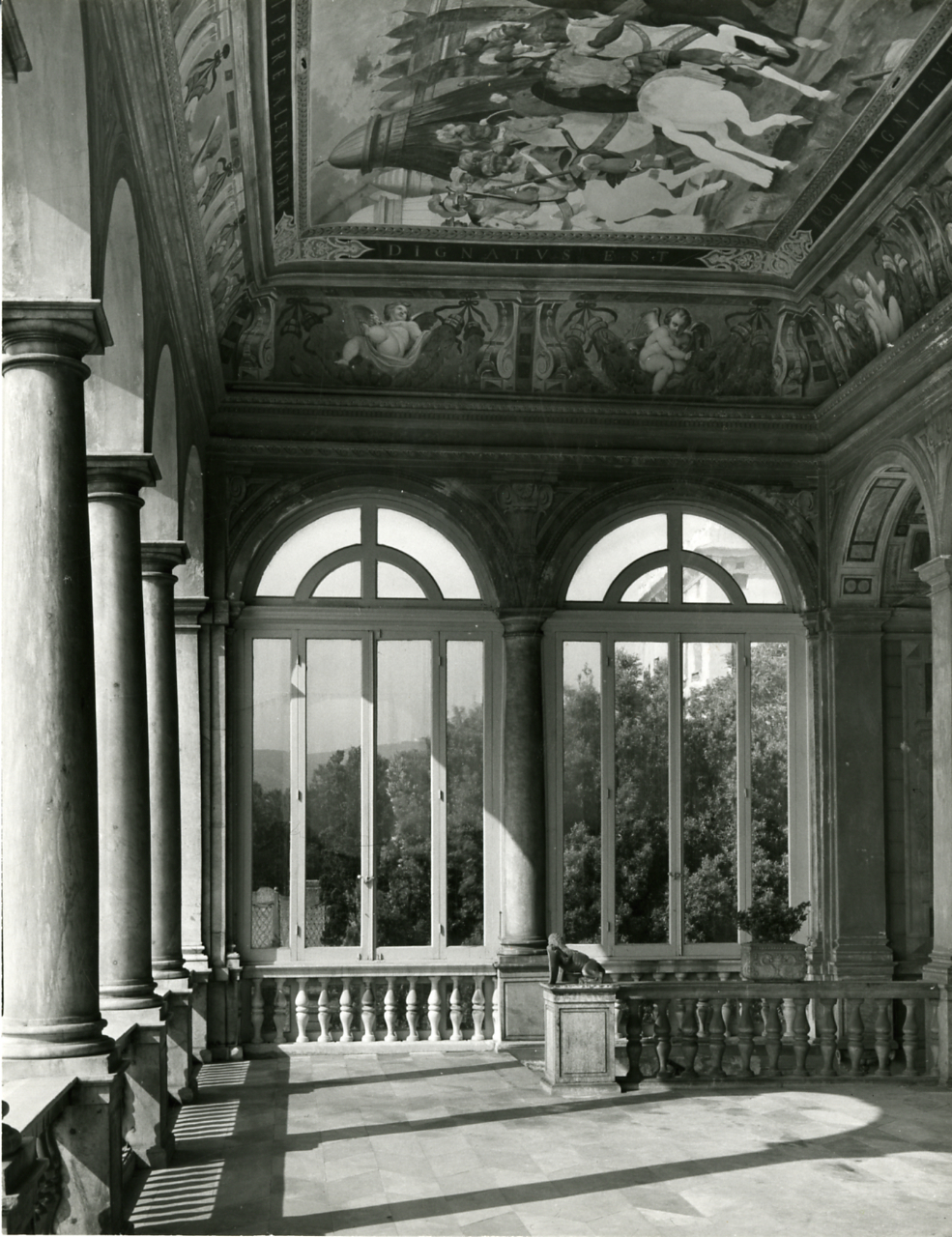
Decorazione di una loggia in una foto di Paolo Monti

### Interno

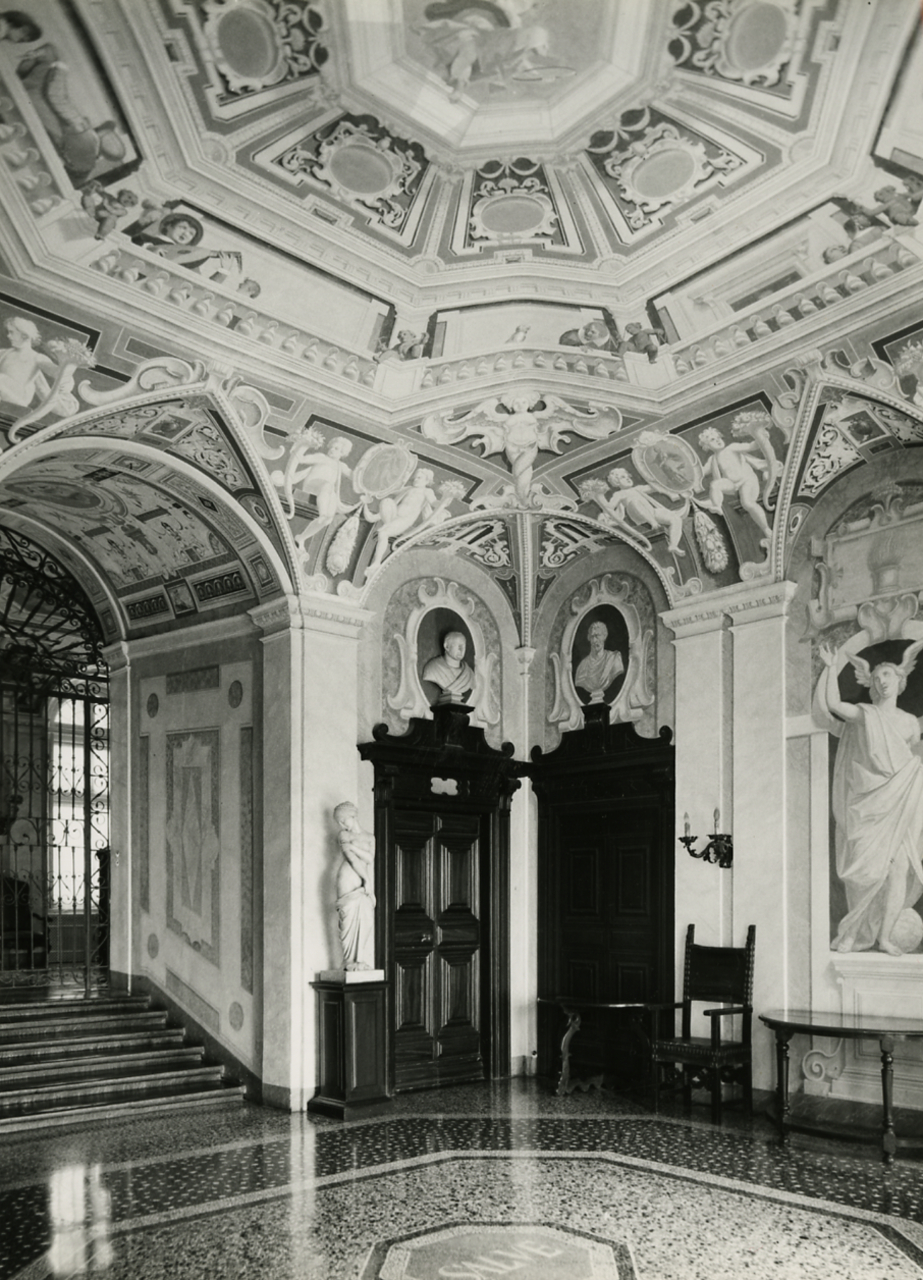
Decorazione dell'interno in una foto di Paolo Monti del 1963

Gli interni, articolati su un piano terra, un piano nobile e un mezzanino, sono impreziositi da affreschi e decorazioni di Giovanni Andrea Ansaldo nell'atrio, di Lazzaro Tavarone nel salone centrale (Genovesi alla presa d'Anversa, 1622) e nella loggia di levante e Bernardo Castello nella loggia di ponente e in una delle stanze.

### Giardino

Trattenimento in un giardino di Albaro, di Alessandro Magnasco

Il giardino è collegato al piazzale superiore attraverso rampe di scale e vialetti. L'asse di ingresso che conduce alla villa, congiunto da una stretta salita, è leggermente sfalsato rispetto al portone principale che porge sull'atrio principale.
Il giardino, che ha sostanzialmente conservato l'aspetto originario, è stato identificato con quello raffigurato nel dipinto di Alessandro Magnasco Trattenimento in un giardino di Albaro (1735), conservato a Palazzo Bianco; il pittore ci ha lasciato un'istantanea della vita e dell'ambiente in cui la società ricca trascorreva la sua villeggiatura nella prima metà del XVIII secolo. Nel dipinto si vedono piccoli gruppi di persone nel giardino della villa intente a conversazioni, danze e giochi di carte, sullo sfondo della piana del Bisagno, nella zona di San Fruttuoso, ancora tutta coltivata a orti.

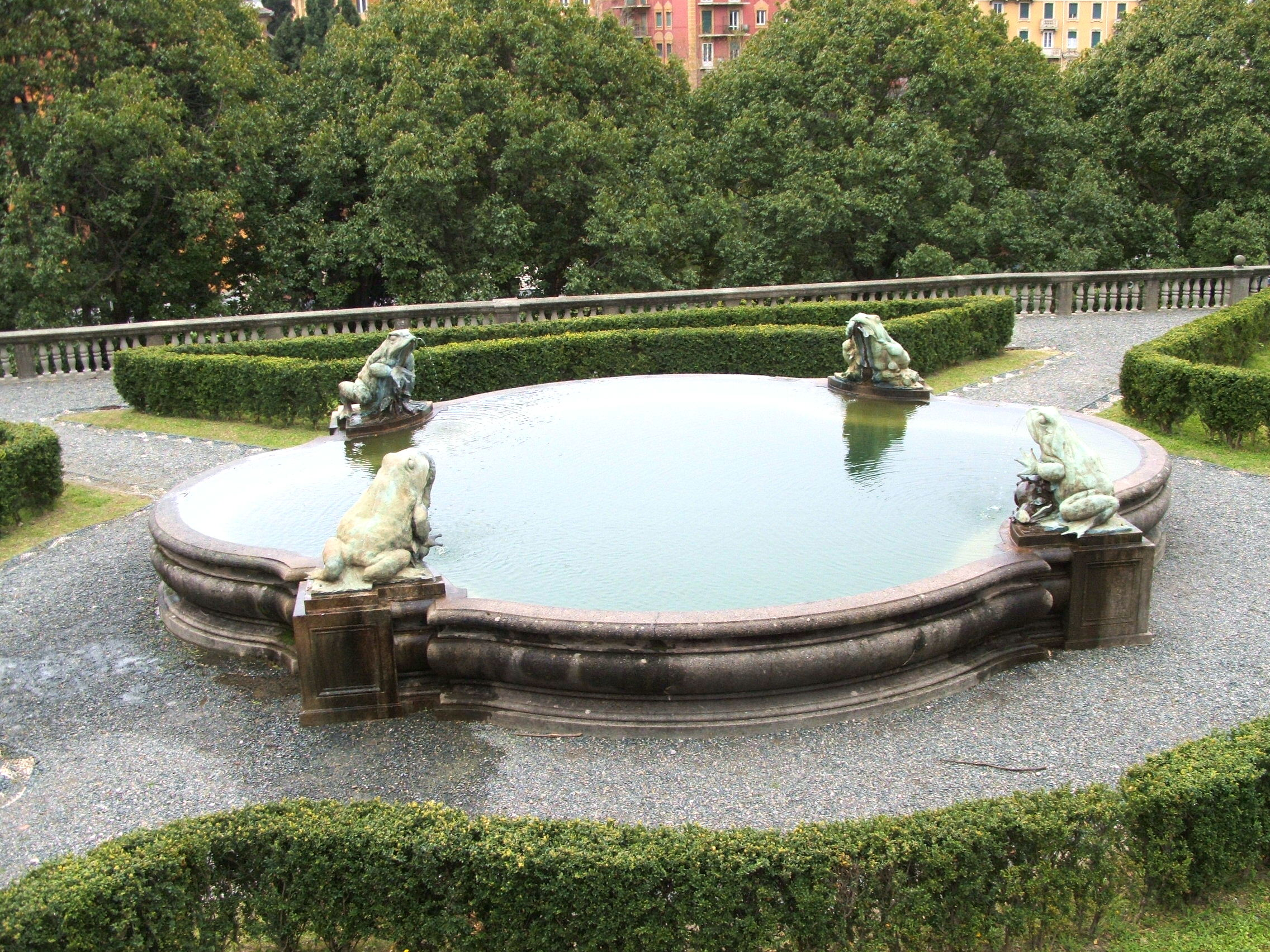
Fontana nel giardino

### Villa Paradisetto

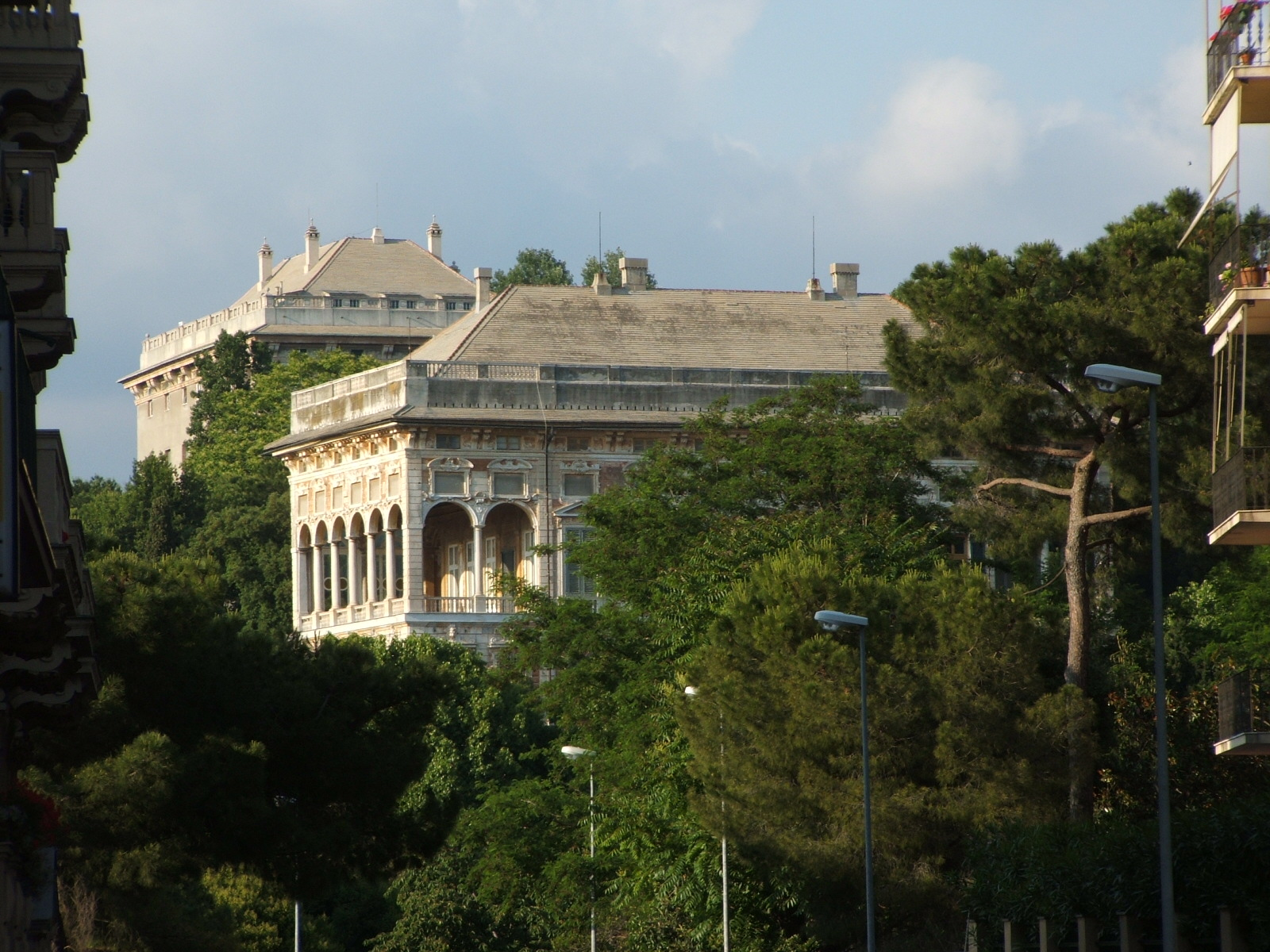
Villa Saluzzo Bombrini con il retrostante Paradisetto

La villa ha sul retro un edificio simile conosciuto come il Paradisetto, edificato alla fine dell'Ottocento per un erede dei Bombrini e ristrutturato nel 1935 da Robaldo Morozzo della Rocca. Anche questa costruzione è stata abitata, in tempi recenti, da un esponente della scuola genovese dei cantautori, Gino Paoli.